# 6942 Yurigulyaev
6942 Yurigulyaev eller 1976 YB2 är en asteroid i huvudbältet som upptäcktes den 16 december 1976 av den ryska astronomen Ljudmila Tjernych vid Krims astrofysiska observatorium på Krim. Den är uppkallad efter Yuri V. Gulyaev.
Asteroiden har en diameter på ungefär 6 kilometer.